# ModNation Racers: Road Trip
A ModNation Racers: Road Trip gokartversenyzős játék, melyet az SCE San Diego Studio fejlesztett és a Sony Computer Entertainment jelentetett meg, kizárólag PlayStation Vita kézikonzolra. A játék a 2010-ben PlayStation 3 és PlayStation Portable konzolokra megjelent ModNation Racers utódja. A játék 2012. február 22-én, a PlayStation Vita egyik nyitócímeként jelent meg, Észak-Amerikában és Európában.

## Játékmenet
A Road Trip játékmenete hasonló az elődjéhez. A játékosok gyorsíthatnak és driftelhetnek, a sikeres driftelések feltöltik a játékos gyorsítómérőjét. A mérő egy többszintű hőmérőhöz hasonlít, aminek aktiválásával a játékos turbógyorsítóval lendítheti fel a gokartja sebességét vagy egy a támadások ellen védő pajzsot húzhat fel. A versenyek folyamán különböző fegyverek is felszedhetőek, amik három erőszint szerint tovább is erősíthetőek. A fegyverek között többek között hanglökések, rakéták és villámcsapások is szerepelnek. A Road Tripben bemutatott új fegyverekkel összesen hét különböző típus szerepel a játékban.